# Robert Folz
Robert Folz (* 12. März 1910 in Metz; † 5. März 1996 in Dijon) war ein französischer Historiker.
Robert Folz entstammte einer deutschsprachigen Familie. Sein Vater war Lehrer für Geschichte an einer höheren Lehranstalt. Folz absolvierte das Gymnasium in Metz und studierte Geschichte, Geographie, Klassische Philologie und Rechtswissenschaft an den Universitäten Nancy und Straßburg. Insbesondere Marc Bloch und Lucien Febvre zählten zu seinen akademischen Lehrern. 1933 schloss er das Studium mit dem Agrégation d’histoire et de géographie ab. Anschließend war Folz Geschichtslehrer an den Gymnasien in Mülhausen 1933/34 und von 1935 bis 1947 in Straßburg. Für die Vorbereitung einer Doktorarbeit über die Legende Karls des Großen, die von Marc Bloch betraut wurde, ging er 1936/37 nach Berlin an das „Institut Français“. Folz leistete von 1939/40 und von 1942/45 in der französischen Armee Kriegsdienst. Zwischenzeitlich war Folz als Lehrer am Lycée in Oran tätig. Mit einer Arbeit über Karl den Großen und das deutsche Mittelalter wurde Folz 1949 an der Sorbonne in Paris promoviert. Von 1947 bis 1952 war er Lehrbeauftragter für Alte und Mittelalterliche Geschichte und lehrte seit 1952 als ordentlicher Professor für Mittelalterliche Geschichte an der Universität Dijon. 1955 wurde er korrespondierendes Mitglied der Monumenta Germaniae Historica und 1964 korrespondierendes Mitglied der Akademie der Wissenschaften und der Literatur. Daneben war er korrespondierendes Mitglied der Académie des Inscriptions et Belles-Lettres und der British Academy. 1979 erhielt er für seine Verdienste die Ehrendoktorwürde der Universität Mainz. Folz war Offizier der Ehrenlegion. 
Das Themengebiet von Folz umfasste die Geschichte des mittelalterlichen Reiches. Schwerpunkte seiner Forschungen waren die Reichsidee, die heiliggesprochene Könige und Königinnen und der entsprechende Heiligenkult, aber auch das Nachleben Karls des Großen in späterer Zeit. Für französische Fachzeitschriften veröffentlichte er zahlreiche Rezensionen von deutschsprachigen Schriften. Auch schrieb er über Jahrzehnte hinaus Berichte über die Forschung in Deutschland in der Revue Historique.

## Schriften
- Les saintes reines du moyen âge en occident (VIe – XIIIe siècles). Brüssel 1992, ISBN 2-87365-004-4.
- Le souvenir et la légende de Charlemagne dans l’Empire germanique médiéval. Genf 1973 (Wiederabdruck von 1950)
  - Études sur le culte liturgique de Charlemagne dans les églises de l’Empire.
  - Le souvenir et la légende de Charlemagne dans l’Empire germanique médiéval.
- La naissance du Saint-Empire. Paris 1967.
- L’idée d’empire en occident du Ve au XIVe siècle. Paris 1953.